# LaDonna Harris
LaDonna Harris, també coneguda com a Tobbie Tite (Temple, Oklahoma, c.1930) és una política comantxe. De pare d'origen anglès i mare comantxe, es casà amb Fred Harris, senador per Oklahoma. El 1970 va fundar Americans for Indian Opportunity una organització nacional multitribal per a afavorir el desenvolupament econòmic. El 1980 fou candidata a la vicepresidència dels EUA pel Citizen's Party. Des d'aleshores ha treballat per a desenvolupar l'agricultura i defensar el medi ambient.